# 율리안 뤼에르손
율리안 뤼에르손(노르웨이어: Julian Ryerson, 1997년 11월 17일 ~ )는 노르웨이의 축구 선수이다. 포지션은 오른쪽 풀백으로, 현재 독일 분데스리가의 보루시아 도르트문트에서 활약하고 있다.

## 클럽 경력
2013년 여름, 뤼에르손은 링달 IL에서 비킹으로 이적하였다. 그는 리그에서 18경기를 뛰었던 2016 시즌 1군에서 돌파구를 마련했다. 뤼에르손은 그 경기들에서 주로 오른쪽 풀백으로 활약하였다.
2018년 7월, 뤼에르손은 2. 분데스리가의 1. FC 우니온 베를린과 2021년까지 3년 계약을 맺고 이적하였다.
2023년 1월 17일, 도르트문트는 부상당한 토마 뫼니에의 대체자로 뤼에르손을 영입했다고 발표했다. 그의 계약 기간은 2026년 6월까지다.

## 국가대표팀 경력
그는 현재 노르웨이 축구 국가대표팀의 일원이다. 또한 노르웨이 U-18, U-19, 그리고 U-21 국가대표팀에서도 활약했다.

## 사생활
뤼에르손의 아버지는 미국에서, 어머니는 노르웨이에서 태어났다. 그의 사촌은 노르웨이의 축구 선수 마티아스 라스무센이다.